# Pilea penninervis
Pilea penninervis är en nässelväxtart som beskrevs av C.J. Chen. Pilea penninervis ingår i släktet pileor, och familjen nässelväxter. Inga underarter finns listade i Catalogue of Life.